# Murols
Murols é uma comuna francesa na região administrativa de Occitânia, no departamento de Aveyron. Estende-se por uma área de 13,9 km². Em 2010 a comuna tinha 115 habitantes (densidade: 8,3 hab./km²).